# 赤と白とロイヤルブルー
『赤と白とロイヤルブルー』（原題：Red, White & Royal Blue）は2023年のアメリカのロマンティック・コメディ映画。監督はマシュー・ロペス。ケイシー・マクイストンによる2019年の同名の小説が原作で、テイラー・ザカー・ペレス演じるアメリカ合衆国大統領の息子とニコラス・ガリツィン演じるイギリスの王子の恋愛ロマンスを描く。
2019年にAmazonスタジオがグレッグ・バーランティをプロデューサーに映画化の企画をしていることを発表。ロペスは2021年に監督およびマラワーと共同脚本として発表された。キャスティングの発表は2022年6月にペレス、ガリツィン、サーマンのそれぞれの役から始まり、他の主要キャストは翌月に発表された。
本作のプレミアはロンドンのBFI IMAXで2023年7月22日に行われ、同年8月11日にAmazon Prime Video で配信開始した。
2024年5月10日には続編の制作が発表された。
原作小説は、日本では二見書房より邦訳版が2021年に刊行されている。

## あらすじ
アメリカ合衆国初の女性大統領であるエレン・クレアモントの息子、アレックス・クレアモント・ディアスは、イギリス国王の皇太孫・フィリップ王子の結婚式に招待され、親友のノーラ・ホレランと同行する。アレックスはフィリップの弟で王位継承者のスペアであるヘンリー王子をとても嫌っている。披露宴の最中、アレックスとヘンリーは口論になった結果ウェディングケーキを倒壊させ二人はケーキまみれになり、次の朝刊で政治的にやっかいな記事になる。
とりわけこの事件の報道から発生するエレンの再選への影響を和らげるため、アレックスとヘンリーは友人関係を装って一連のインタビューや公の場に出ることを強いられる。その際、アレックスは大統領の息子として初の公の場でヘンリーに拒絶されたことで彼を嫌いになったと明かす。ヘンリーは父が死去して間もないにも関わらず公務を休むことが許されなかったため、冷淡な態度になってしまったことを明らかにする。誤解が解け二人は仲直りし、電話番号を交換して友人になる。
アレックスのニューイヤーズパーティーに招待されたヘンリーは、アレックスが複数の女の子とキスする瞬間を目撃し、突然その場を立ち去る。アレックスはヘンリーを追って庭に出るとキスをされ、ヘンリーは帰ってしまう。アレックスはヘンリーに連絡をとるも数ヶ月にわたり無視され困惑する。これらのことをノーラに打ち明けた後、アレックスはヘンリーに惹かれていることに気づく。
数週間後の大統領晩餐会でアレックスはヘンリーと再会し、キスをする。二人は体だけの付き合いを始めるが、ノーラ、ヘンリーの妹・ベアトリスと親友・パーシー、シークレットサービスとMI5のボディガード以外には自分たちの関係を秘密にする。
二人はパリで再会する。ホテルの部屋で二人きりになり、ヘンリーは愛を交わすべきだと提案する。アレックスは同意するが、これまで他の男性とセックスしたことがないため緊張していた。ヘンリーはアレックスに男性間のセックスの初体験をさせる。その後、二人はベッドでお互いの人生について語り合う。
アレックスが次の選挙で母親がテキサス州で勝利するための計画を思いつく。エレンはアレックスをテキサス州に派遣し、選挙運動を主導させる。その後、アレックスはブルックリンの民主党全国大会で講演するためにニューヨークに行く。ヘンリーがサプライズで訪ね、二人はそのまま一夜を共にする。翌朝、寝坊したアレックスを起こしにきたホワイトハウス副首席補佐官のザハラが二人の関係を知って叱責し、ヘンリーにすぐさまイギリスへ帰国するよう要求する。アレックスは後に母のエレンにカミングアウトする。エレンは支えとなるが、彼らの普通ではない境遇から必ず生じる全ての課題を考慮し、自分達の関係を慎重に考えるようアドバイスする。
アレックスはヘンリー、ノーラ、パーシーをオースティンにある父親の別荘に招待する。アレックスはヘンリーに恋に落ちていることを打ち明け始めるが、ヘンリーは困惑して会話から逃げる。ヘンリーはイギリスに急いで戻ってしまい、アレックスの連絡にも応じようとしない。アレックスは突然ヘンリーの元を訪ね、彼の行動の真意を追及する。ヘンリーはアレックスが自分を愛しているのと同じように、自分もアレックスを愛していることを認めるが、王族という立場上、同性愛関係は不可能であると説明する。アレックスはヘンリーの不安は杞憂であると断言し、二人は和解する。
アレックスがホワイトハウスに戻った翌朝、アレックスとヘンリーがお互いに送っていた私的なメールが報道機関に漏洩してしまう。ホワイトハウスもバッキンガム宮殿も一切の連絡を遮断したが、ザハラが密かに恋愛関係にあったヘンリーの侍従であるシャーンと連絡を取る。アレックスはヘンリーと再会するためにすぐにロンドンへ飛ぶ。ヘンリーの祖父・イギリス国王は二人を招集し、彼らの愛は本物だと信じているが、王室の伝統にそぐわないため二人の関係を認めることはできないと告げる。しかし、アレックスとヘンリーは、バッキンガム宮殿の門の前に彼らを支持する大勢の人々が集まっていることに気づく。二人は一緒に外に出て、初めてカップルとして公に挨拶する。
選挙の夜、アレックスと一緒にいるためヘンリーはアメリカに戻る。母親のためにテキサスを勝ち取るアレックスの計画は、最終的に母親の再選をもたらす。お祝いのため、アレックスとヘンリーはアレックスが幼少期を過ごした家を訪れる。

## 登場人物
アレックス・クレアモント・ディアス
演 - テイラー・ザカー・ペレス、日本語吹替 - 小林親弘
アメリカ合衆国大統領の長男。
ヘンリー王子
演 - ニコラス・ガリツィン、日本語吹替 - 益山武明
イギリスの王子で、国王の孫息子。王位継承者のスペア。
オスカー・ディアス上院議員
演 - クリフトン・コリンズ・Jr、日本語吹替 - 平林剛
アレックスの父。
ザハラ・バンクストン
演 - サラ・シャヒ、日本語吹替 - 斎藤恵理
エレンの首席補佐官代理。
ノーラ・ホレラン
演 - レイチェル・ヒルソン、日本語吹替 - 大平あひる
アレックスの親友で、アメリカ合衆国副大統領の孫娘。
ジェームズ3世国王
演 - スティーヴン・フライ、日本語吹替 - 立川三貴
ヘンリーの祖父。
エレン・クレアモント
演 - ユマ・サーマン、日本語吹替 - 唐沢潤
アメリカ合衆国初の女性大統領で、アレックスの母。
ビアトリス
演 - エリー・バンバー
ヘンリーの妹。
フィリップ王子
演 - トーマス・フリン
ヘンリーの兄。
パーシー・オコンジョ
演 - マルコム・アトブラ
ヘンリーの親友。
シャーン
演 - アクシー・カンナ
ヘンリーの侍従。
イギリス首相
演 - シャロン・D・クラーク。
エイミー
演 - アニーシュ・シェス。
アレックスのシークレットサービスの警護員。
ミゲル・ラモス
演 - ジュアン・カスタノ、日本語吹替 - 星野貴紀
アメリカ政治記者。アレックスの元恋人。
その他、大統領選挙でエレンと対立する共和党の大統領候補、ジェフリー・リチャーズをドナルド・セージ・マッケイが演じており、ニュースキャスターとしてレイチェル・マドーやジョイ・レイドが登場する。また、原作者のケイシー・マクイストンがカメオ出演している。

## 制作

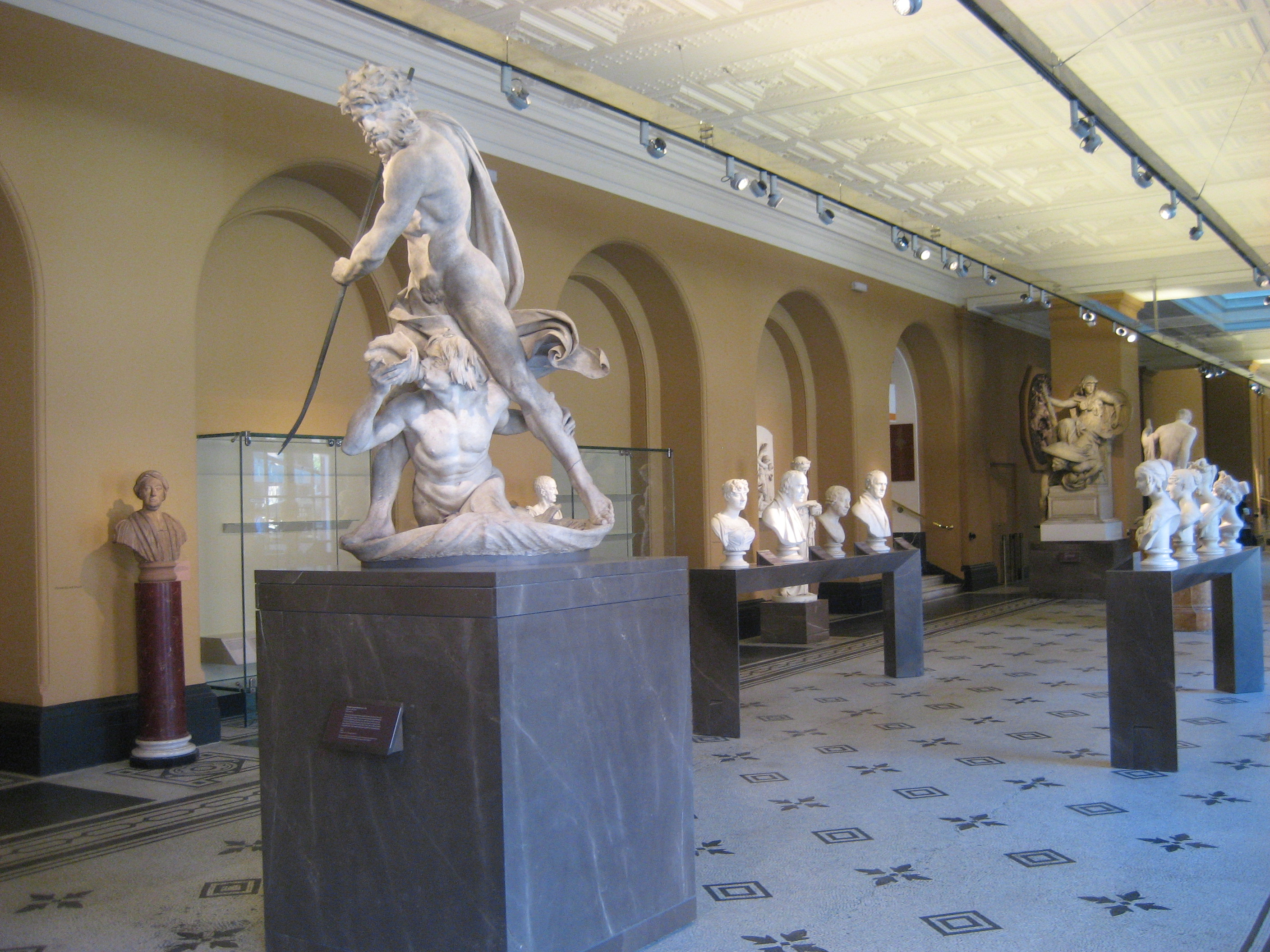
ヴィクトリア&アルバート博物館の彫刻ギャラリー

### 企画
2019年4月、Amazonスタジオが本作の映画化権を獲得したこと、バーランティ・プロダクションの子会社であるバーランティ・スケッチャー・フィルムズによって制作されることが報道される。2021年10月、ロペスが監督およびテッド・マラワーによる脚本草稿のリライトとして報道された。

### キャスティング
2022年6月、ペレスとガリツィンがそれぞれアレックスとヘンリーとして映画を主演することが発表される。続いてサーマンがエレン役として確認された。同月、コリンズ、フライ、シャヒ、ヒルソン、バンバー、シェス、ポロ・モーリン、アーメッド・エルハッジ、カンナがキャストに加わったことも発表され、プロダクションがイギリスで始められた。2022年7月、クラーク、アトブラ、フリンのキャスティングが発表された。

### 撮影
主要撮影は2022年6月にイギリスで開始され、同年8月に撮影終了した。ヴィクトリア&アルバート博物館の彫刻ギャラリーがダンスシーンで登場した。

## 音楽
Drum & Laceが劇伴を担当した。サウンドトラックアルバムはレイクショーア・レコーズより2023年8月11日にリリースされた。
アルバムにはアーティストのVagabonとオリバー・シムによる楽曲が収録されている。Vagabonによる「If I Loved You」は映画の配信に先立って2023年7月26日にプロモーション・シングルとしてリリースされた。この曲はミュージカル『Carousel』の楽曲のカバーである。続く同年8月3日には、シムの2022年のアルバム『Hideous Bastard』 の収録曲でもある「Fruit」のオーケストラver.がリリースされた。

## 配信
SAG-AFTRAのストライキで俳優達が不在の中、2023年7月22日にロンドンのBFI IMAXでワールド・プレミアが行われた。ロペスはプロダクションメンバーの中で唯一出席していたが、全米脚本家組合のストライキ中でもあったため、レッドカーペットを歩かず、インタビューにも応じなかった。
2023年8月11日にAmazon Prime Videoで配信が開始された。配信初週末では、同プラットフォーム上で世界トップの視聴数を記録した。